# Bieszczady

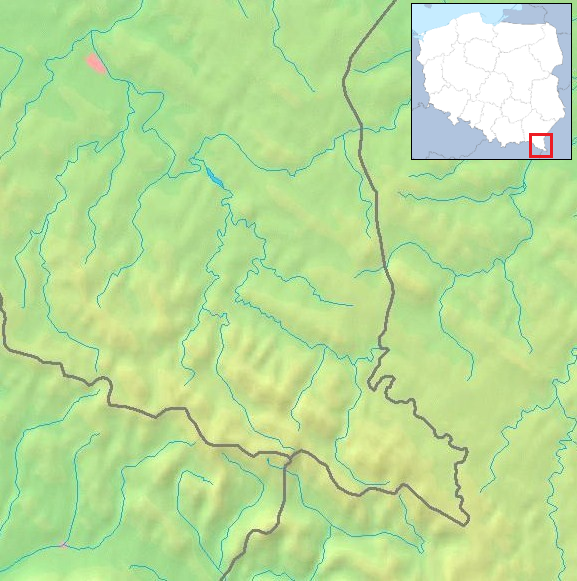
Położenie Bieszczadów

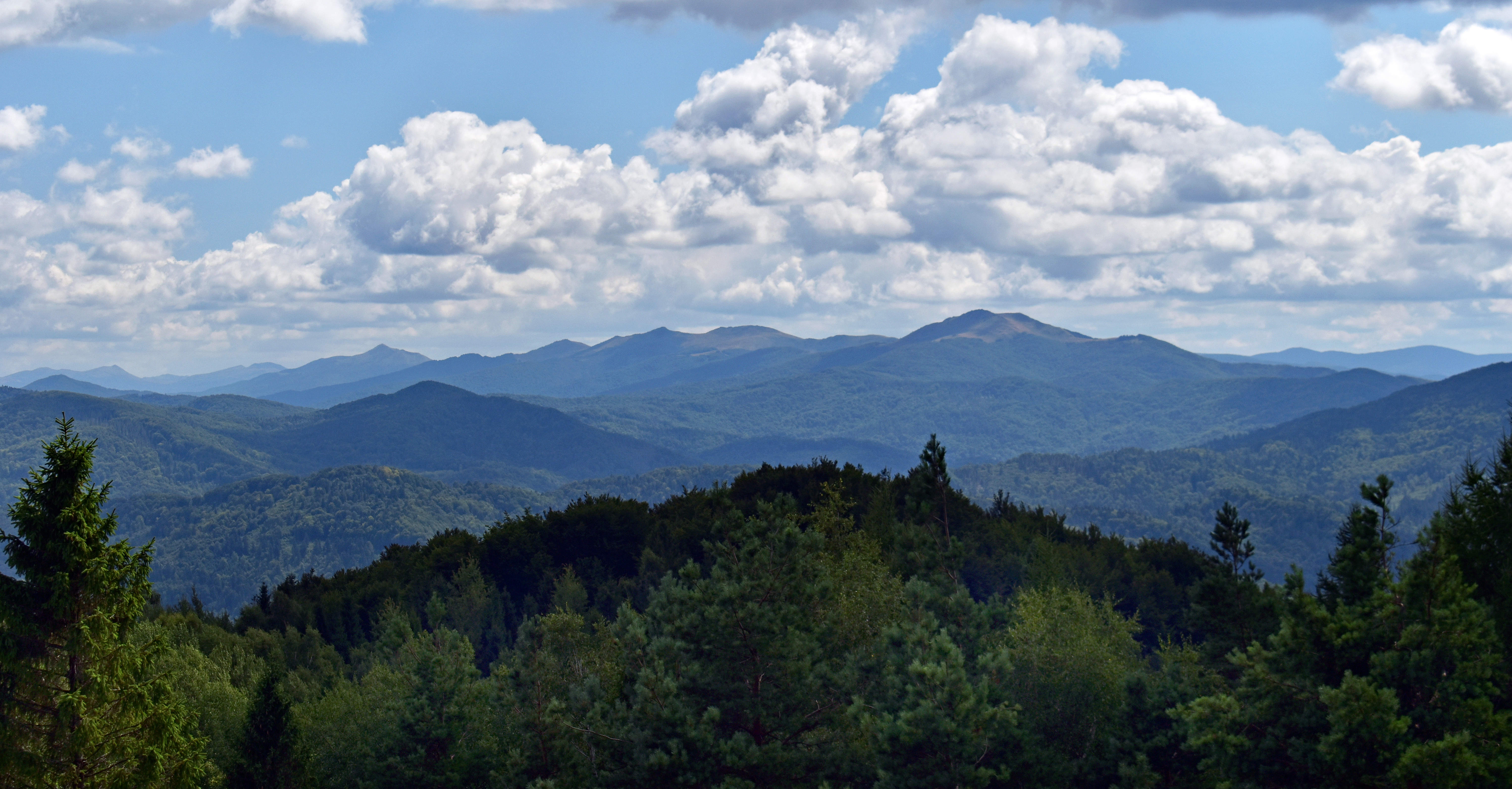
Bieszczady Zachodnie, widok z północnego zachodu

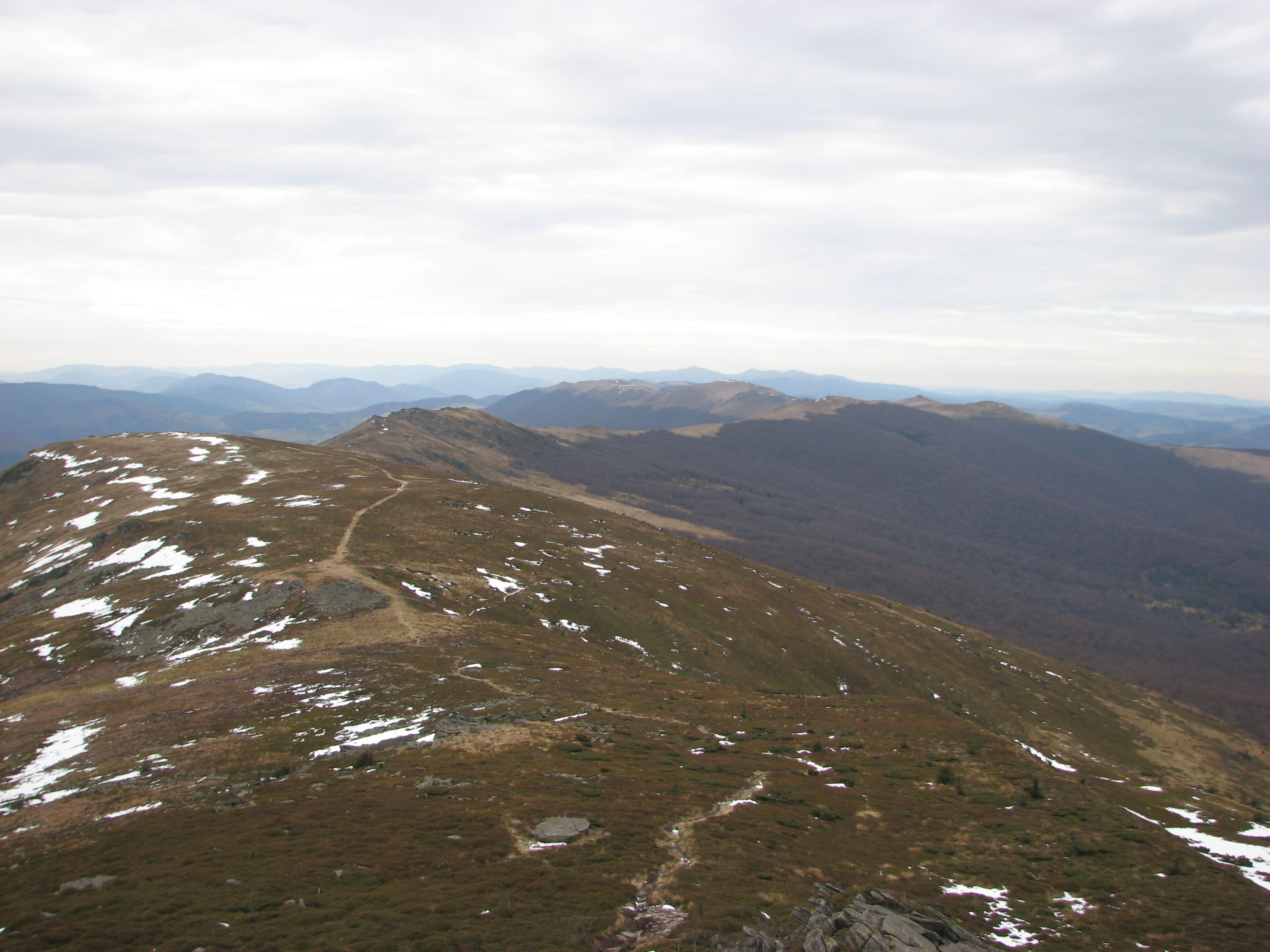
Bieszczady Wschodnie. Widok z Pikuja na zachód

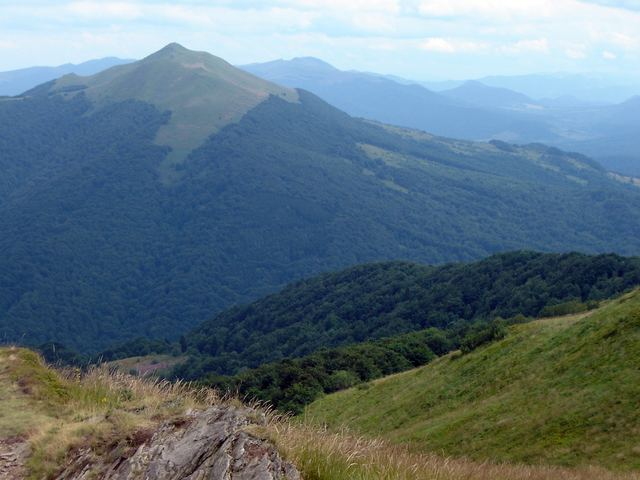
Połonina Caryńska

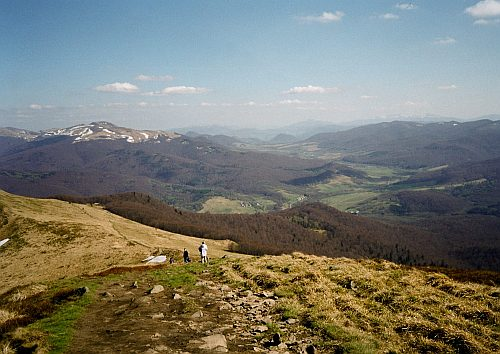
Bieszczady. Widok z Połoniny Caryńskiej w kierunku Ustrzyk Górnych i Tarnicy

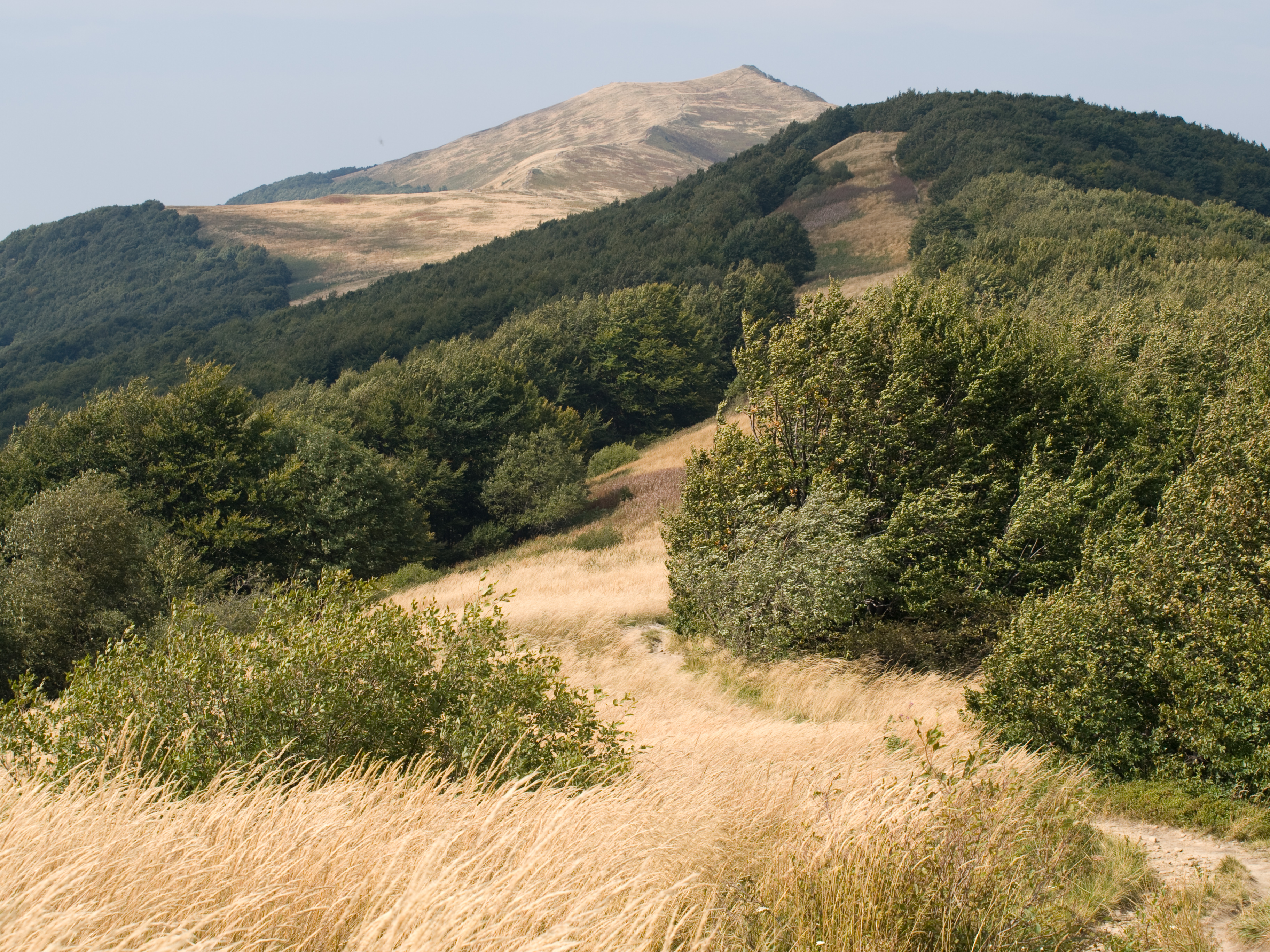
Góra Smerek

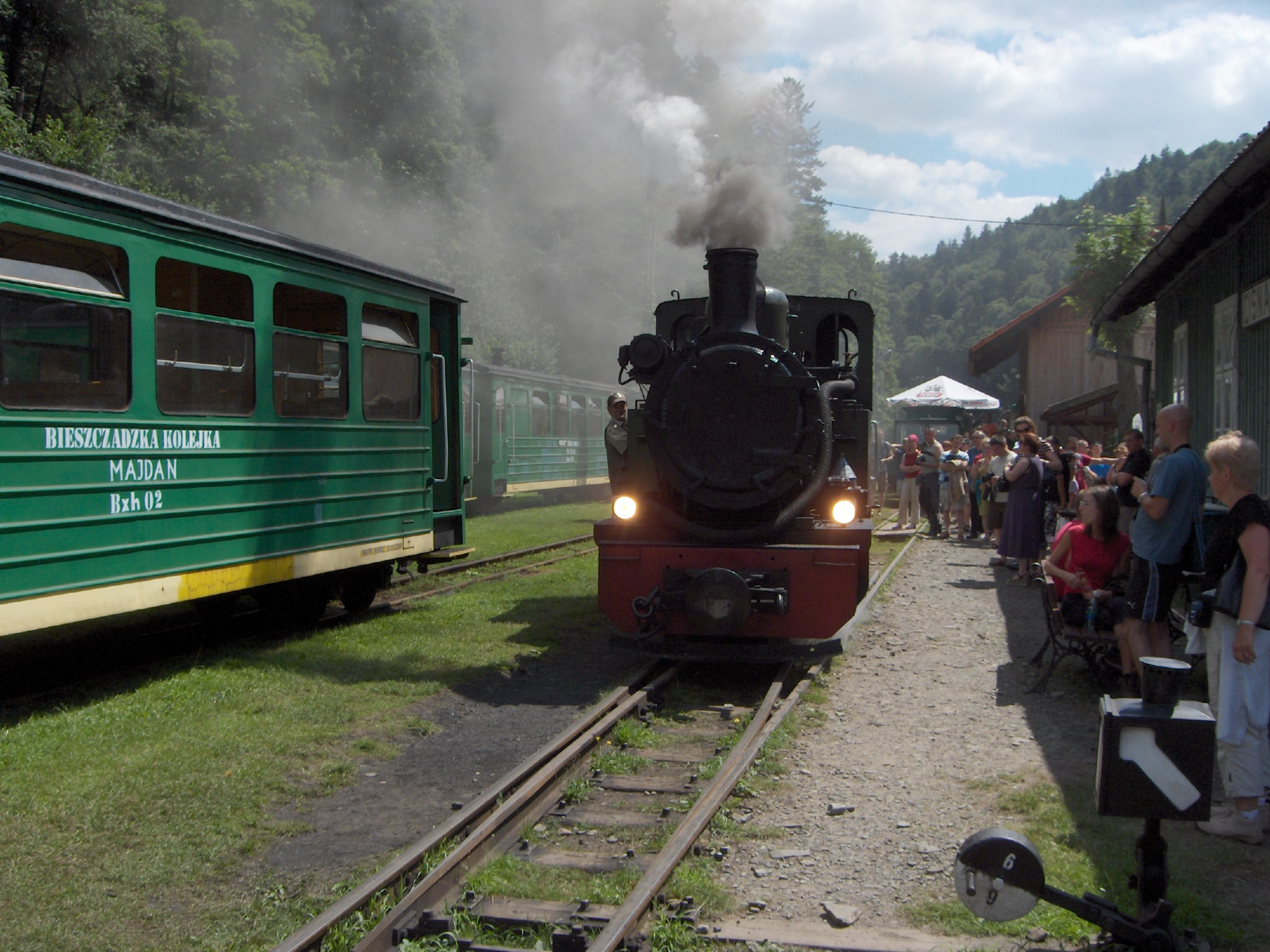
Bieszczadzka Kolejka Leśna

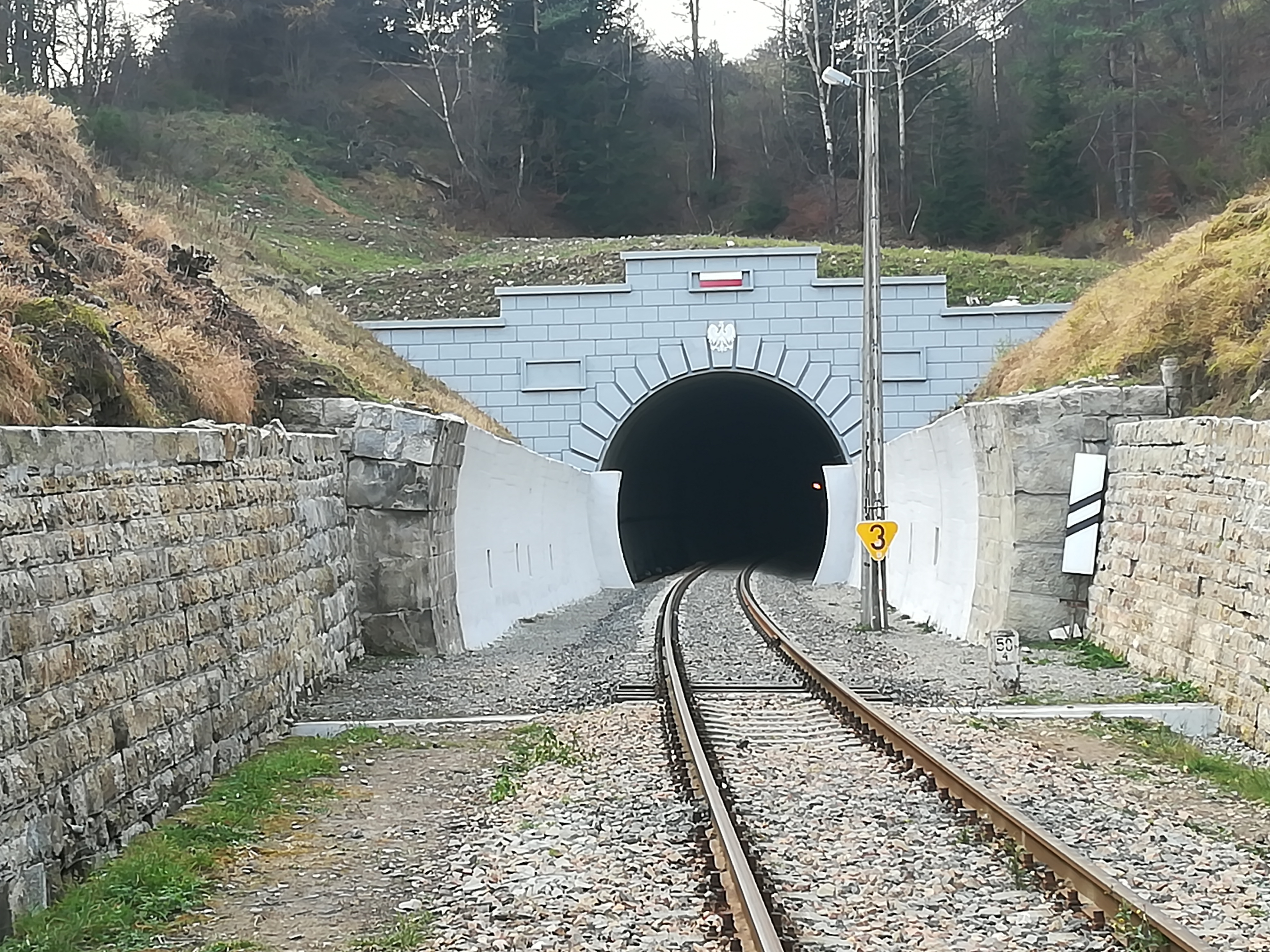
Tunel kolejowy w Łupkowie

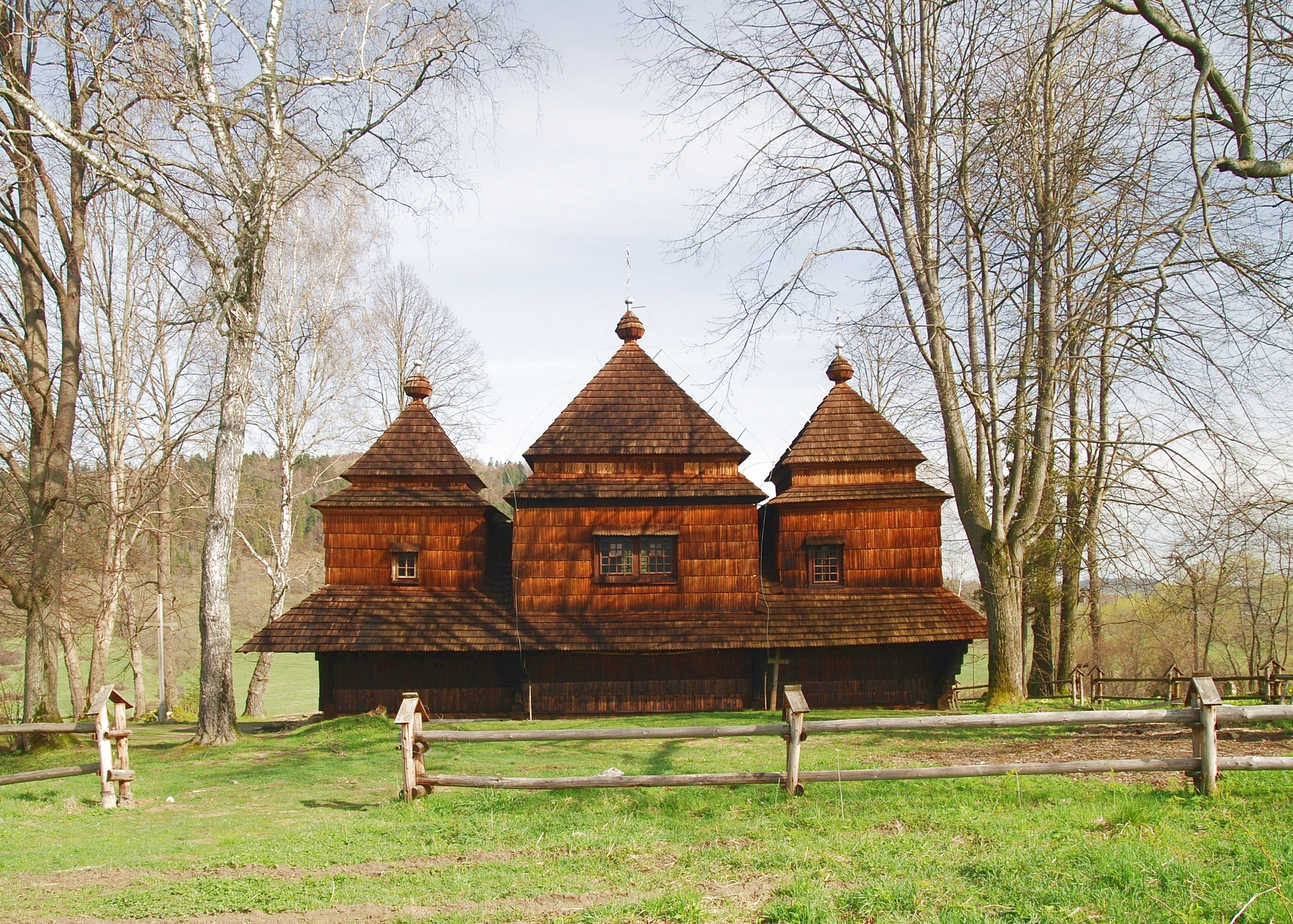
Cerkiew św. Michała Archanioła w Smolniku, w 2013 wpisana na Listę Światowego Dziedzictwa UNESCO

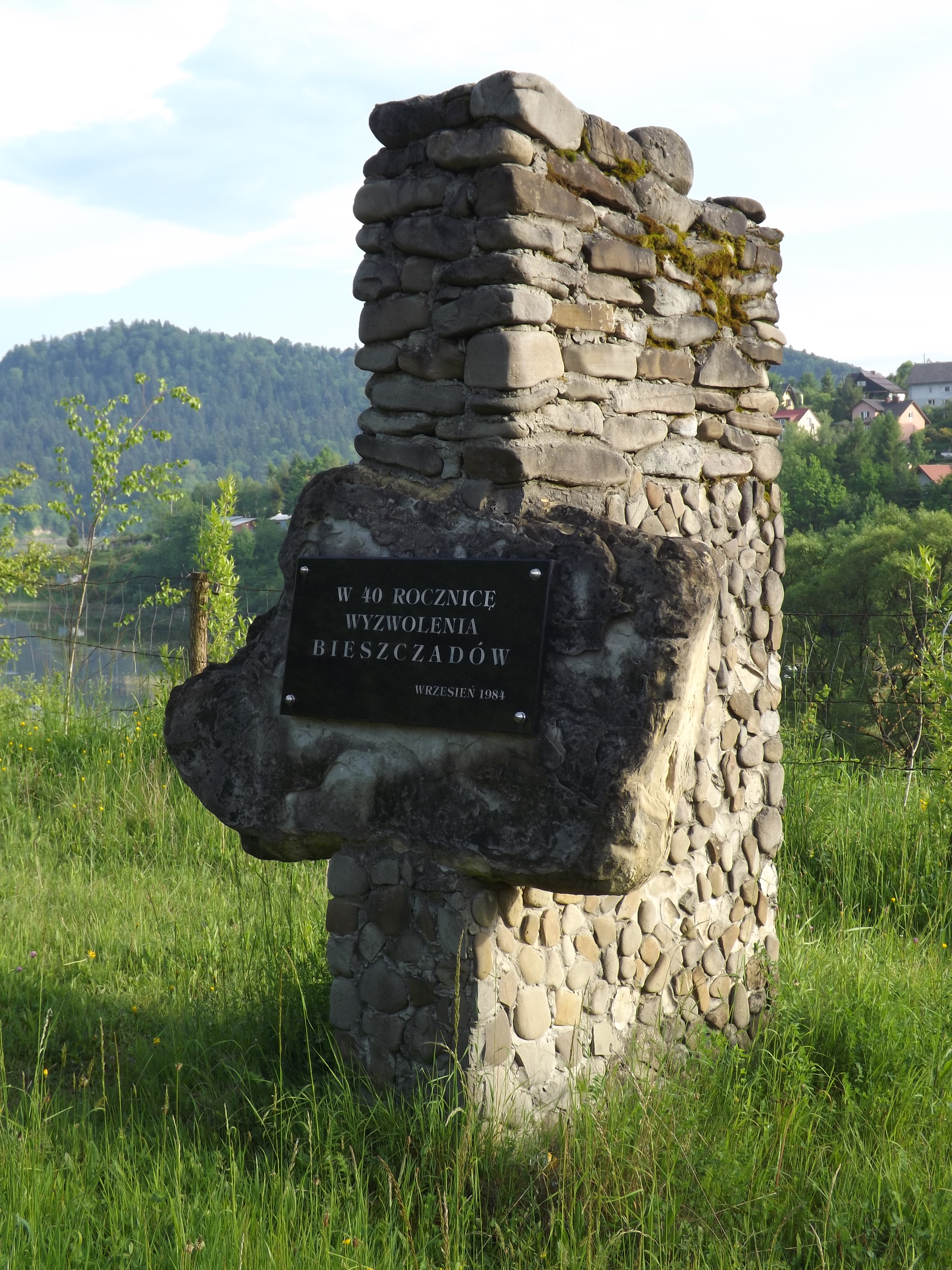
Pomnik upamiętniający 40 rocznicę wyzwolenia Bieszczadów spod okupacji niemieckiej

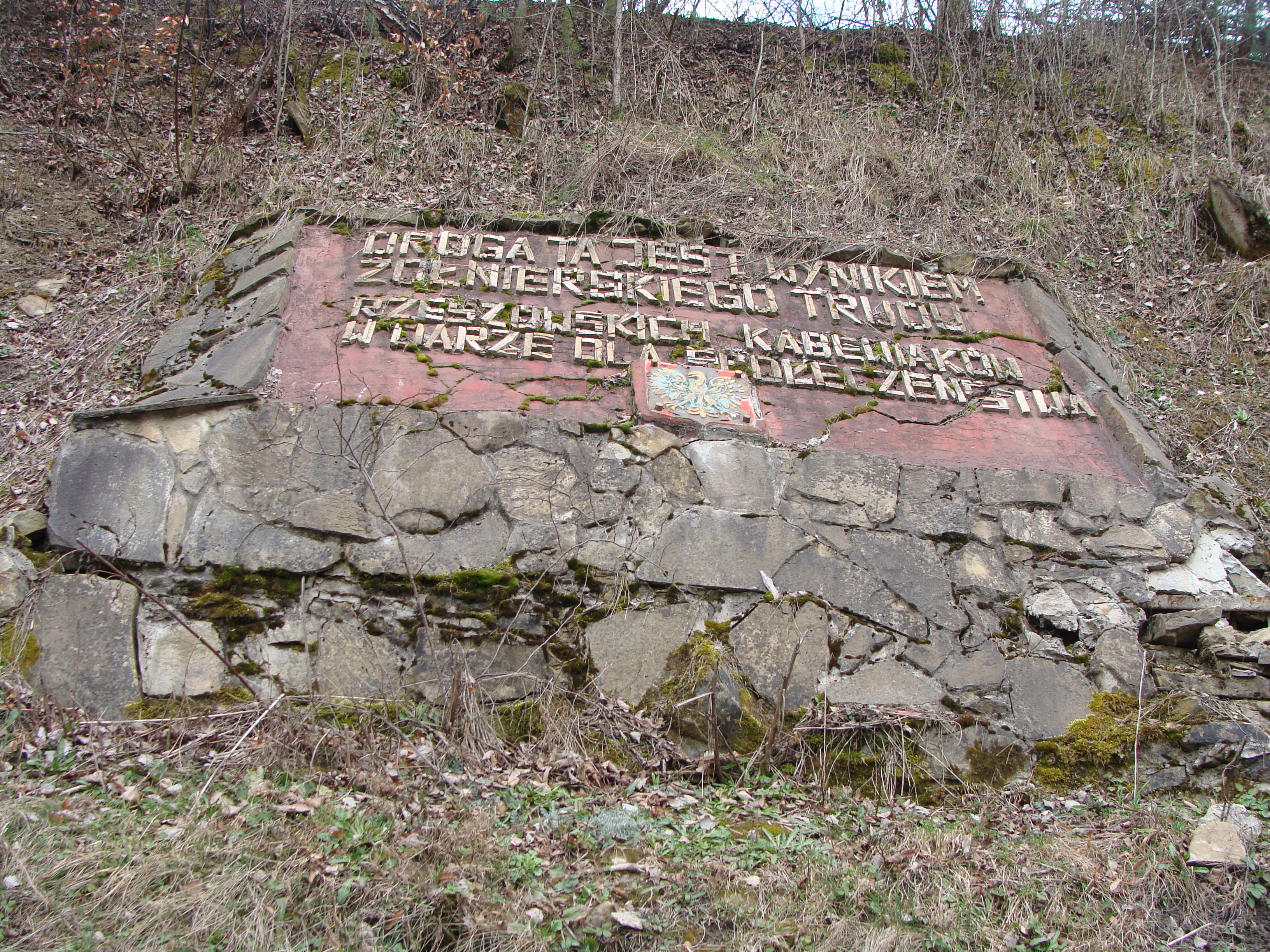
Płyta z napisem upamiętniająca budowę drogi w Bieszczadach przez żołnierzy rzeszowskiej jednostki Korpusu Bezpieczeństwa Wewnętrznego

Bieszczady (522.12 i 522.13; węg. Besszádok, słow. i cz. Bukovské vrchy, rus. Бещады, ukr. Бещади) – grupa dwóch pasm górskich w łańcuchu Karpat. Pasma Bieszczadów znajdują się między Przełęczą Łupkowską (640 m n.p.m.) a Przełęczą Wyszkowską (933 m n.p.m.). Najwyższy szczyt Bieszczadów to Pikuj (1405 m n.p.m., na Ukrainie) zaś na terytorium Polski – Tarnica (1346 m n.p.m.). Dzielą się na:
- Bieszczady Zachodnie (na terenie Polski i Ukrainy),
- Bieszczady Wschodnie (na terenie Ukrainy).

Bieszczady należą do Beskidów Wschodnich, które są częścią Zewnętrznych Karpat Wschodnich. Mimo iż szczytowe partie zajmują połoniny, Bieszczady zaliczane są do pasma Beskidów Lesistych, a nie Połonińskich.

## Toponimia
Nazwy Bieszczady używa się zwykle w Polsce jako synonimu polskich Bieszczadów (które są jedynie częścią Bieszczadów Zachodnich). ‘Bieszczad’ i ‘Beskid’ były od wieków określeniem gór oddzielających Polskę i Ruś od Węgier. Etymologia wyrazów ‘Bieszczad’ i ‘Beskid’ jest niejasna, czasem wywodzi się te słowa od trackiego ludu Bessów, których obecność na północ od Karpat odnotował Ptolemeusz.
Kazimierz Dobrowolski w 1938 objaśnił toponimię ‘Beskidu’ i ‘Bieszczadu’ na tle nazewnictwa bałkańskiego, łącząc ją z albańską nazwą terenową bjeska, bjeske oznaczającą halę górską, łąkę lub pastwisko.
Za etymologią germańską Jan Michał Rozwadowski w 1914 wywiódł wyraz ‘Bieszczad’ z gwar środkowo-dolno-niemieckich od beshêt, beskēt od skaid-, skid.– geograficzny „przedział lub rozdział wód”.
W dokumentach węgierskich od 1269 oznaczały nazwę pasma górskiego – „Beschad alpes Poloniae” („ultra indagines regni Poloniae, ad alpes Beschad, ulterius tenet metas cum terra Polonie”). W formie ruskiej Beskid lub Beśkid. Od XIV w. napłynęła tu pasterska ludność wołoska. O Bieszczadach Samuel Bogumił Linde pisze „część gór Karpackich, dawniej rozbójnictwem sławna, przytułek łotrów”, albo „Góry Bieszczadzkie... stykają się z Karpackimi i ciągną się ku Rusi Czerwoney”.
W średniowieczu to również pasmo będące częścią Gór Sanockich lub Góry Sarmackie, dla Stanisława Staszica były pasmem położonym między Pokuciem a Beskidami.
Zgodnie z historią Korneliusza Tacyta tereny te określano mianem Bastarnice Alpes, qui alias Carpathii montes na krańcach Hercynia Silva.
Za prawidłowe uznaje się obie formy dopełniacza: Bieszczadów lub Bieszczad.
W 1977 r. zmieniono 120 nazw miejscowości, zwanych eufemistycznie nazwami bieszczadzkimi. Kilka lat później prawie wszystkie nazwy przywrócono, między innymi  dzięki krytyce ze strony Jarosława Iwaszkiewicza w połączeniu z liberalizacją po powstaniu "Solidarności" w 1980 r. 

## Fauna i flora
W Bieszczadach występują rośliny i zwierzęta niespotykane w innych częściach Polski, a zwłaszcza takie, które lubią ciepło, np. największy europejski wąż Eskulapa. Dobrze zachowane pierwotne lasy bukowe stanowią prawdziwy raj dla zwierząt. Żyją w nich m.in. żubry, jelenie karpackie, niedźwiedzie, wilki, rysie, żbiki, bocian czarny, orzeł przedni, a od 2007 roku również koniki polskie.
Wśród flory stwierdzono ponad 900 gatunków roślin naczyniowych, 250 gatunków mchów i 300 porostów, w tym 30 gatunków endemicznych roślin wschodniokarpackich i alpejskich. Wśród zwierząt doliczono się 230 gatunków kręgowców (43 ssaków, 7 gadów, 10 płazów, 150 ptaków i 20 ryb).

## Klimat
Klimat Bieszczadów jest umiarkowany ciepły, przejściowy (nie jest on wysokogórski jak np. w Sudetach), z dominacją cech klimatu kontynentalnego. Lata są tu ciepłe: temperatury śr. ok. 15 °C, w wyższych partiach chłodniej. Zimy są mroźne: temperatury średnie od −5 °C w dolinach, do poniżej −10 °C powyżej granicy 1300 m n.p.m. Zdarzają się spadki temperatury do −30 °C (rekord: −37 °C 2013 w Stuposianach).

## Osadnictwo

### Archeologia
Pierwsze ślady osadnictwa w Bieszczadach pochodzą z epoki neolitu (2500–1700 p.n.e.) i związane są z wpływami kulturowymi z Kotliny Panońskiej. Z epoki brązu (1700–700 p.n.e.) pochodzą znalezione w okolicach Leska, Stefkowej i Olszanicy różne przedmioty, np. groty strzał i bransolety nawiązujące do tradycji kulturowych ludności zamieszkującej wówczas południowe stoki Karpat (kultura Otomani). Kulturę łużycką reprezentują np. stanowiska archeologiczne w Rajskiem oraz pojedyncze zabytki odnajdywane w miejscowościach w dolinie Sanu. Osadnictwo celtyckie rozwinęło się głównie w dorzeczu środkowego Sanu (Kultura puchowska). Początek osadnictwa we wczesnym średniowieczu widoczny jest w materiale archeologicznym z miejscowości Manasterzec, Hoczew, Myczkowce i Zwierzyń.

### Historia
Zasadnicza ekspansja osadnicza przypada na schyłek panowania króla Kazimierza Wielkiego oraz królowej Jadwigi. W roku 1361 król nadał rozległe dobra rycerskiemu klanowi rycerzy przybyłych z Węgier – Piotrowi i Pawłowi Balom, którzy założyli kilkadziesiąt miejscowości wzdłuż żyznej doliny Hoczewki. W środkowym dorzeczu Sanu ziemię bieszczadzką kolonizowali śląscy Kmitowie i morawscy Herburtowie. W II poł. XIX wieku powstały w okolicach Bieszczadów pierwsze na świecie kopalnie ropy naftowej, budowane są również linie kolejowe łączące Węgry z Galicją.
W czasie II wojny światowej polskie Bieszczady były areną walk między wojskami niemieckimi, oddziałami słowackimi, Armią Czerwoną oraz UPA a polskim podziemiem niepodległościowym (AK – NSZ), a po wojnie pomiędzy UPA a Wojskami Ochrony Pogranicza, funkcjonariuszami Urzędu Bezpieczeństwa i innymi organami władzy państwowej polskimi i radzieckimi.
Działały tu m.in. oddziały partyzanckie Adama Winogrodzkiego, Józefa Pawłusiewicza, Mikołaja Kunickiego i Antoniego Żubryda. Od wiosny 1943 roku nasiliły się pierwsze walki polskiego podziemia (AK oraz partyzantki polsko-radzieckiej) ze zbrojnym ramieniem Organizacji Ukraińskich Nacjonalistów – UPA, która dopuszczała się wówczas mordów na ludności cywilnej, grabienia i palenia wsi, porywania mieszkańców.
Po akcji „Wisła”, która została przeprowadzona w latach 1947–1950 ludność ukraińska i rusińska została przesiedlona na zachód i północ Polski. Operacja miała charakter polityczno-wojskowy przeciwko Ukraińskiej Powstańczej Armii oraz Organizacji Ukraińskich Nacjonalistów. Wysiedlenia całych wsi oraz osad były prowadzone przede wszystkim na terenach Polski południowo-wschodniej, które zamieszkiwali Ukraińcy, Bojkowie, Łemkowie oraz Dolinianie. Całą akcję przeprowadzały struktury państwowe Polski Ludowej.
W latach 1955–1969 jednostki ludowego Wojska Polskiego brały udział w budowie dróg w Bieszczadach. Żołnierze pracowali przy budowie tzw. Dużej obwodnicy bieszczadzkiej w latach 1955–1962, biegnącej z Leska przez Baligród, Jabłonki, Cisną, Wetlinę, Ustrzyki Górne, Smolnik do Leska. Pracowali również przy budowie tzw. Małej obwodnicy bieszczadzkiej biegnącej przez Hoczew, Polańczyk, Czarną, Ustrzyki Dolne do Leska. Obwodnica ta budowana była w latach 1962–1969. Budowę dróg, w których uczestniczyły jednostki Korpusu Bezpieczeństwa Wewnętrznego, upamiętniają umieszczone przy budowanych drogach płyty z napisami.

### Etnografia Bieszczadów
W XIV wieku pojawili się w Bieszczadach wołoscy pasterze.
W XVII i XVIII wieku Bieszczady przeżywały stopniowy upadek gospodarczy. W górskim trudno dostępnym terenie znaleźli schronienie ludzie wyjęci spod prawa tzw. „beskidnicy” (tołhaje), trudniący się napadami na dwory, kupców i wsie. Znaleźli oni protekcję wśród szlachty węgierskiej, m.in. Drugethów, Aspermontów, Nagytuczych, Peteylich, Rakoczych, Wesselenych i Rekelych mających swoje dobra w Użgorodzie, Munkaczu, Trenczynie i Chyrowie. 
W okresie do roku 1947 w konsekwencji powojennych repatriacji, wysiedleń oraz akcji „Wisła” Bieszczady opuściło ponad 50 tys. dawnych mieszkańców tych ziem, tj. Łemków, Bojków, Niemców i Rusinów karpackich. Migracje ludności, zapoczątkowane po wojnie, zakończyły się dopiero na przełomie lat 50. i 60. XX wieku. Obecni mieszkańcy Bieszczadów są w większości potomkami przesiedleńców z Pogórza Strzyżowskigo, Sokalszczyzny, Pogórza Dynowskiego, Pogórza Bukowskiego oraz Beskidu Sądeckiego i Cieszyńskiego.

## Odznaki turystyczne
Istnieją odznaki za zdobycie szczytów w Bieszczadach. Pierwszą z nich, odznakę „Korona Bieszczad” ustanowił Klub Zdobywców Koron Górskich RP, za zdobycie 30 szczytów w Bieszczadach. Drugą, odznakę „Korona Bieszczadów”, ustanowił w 2017 Oddział PTTK „Ziemia Sanocka” w Sanoku za zdobycie 15 najwyższych szczytów i grzbietów w polskiej części Bieszczadów.